# Gymnastique aux Jeux olympiques d'été de 1948
Navigation
Berlin 1936 Helsinki 1952

## Résultats hommes

### Concours par équipes
| Médaille                            | Nom | Pays     | Points |
| ----------------------------------- | --- | -------- | ------ |
| Médaille d'or, Jeux olympiques      | Paavo Aaltonen Veikko Huhtanen Kalevi Laitinen Olavi Rove Aleksanteri Saarvala Sulo Salmi Heikki Savolainen Einari Teräsvirta | Finlande |        |
| Médaille d'argent, Jeux olympiques  | Karl Frei Christian Kipfer Walter Lehmann Robert Lucy Michael Reusch Josef Stalder Emil Studer Melchior Thalmann              | Suisse   |        |
| Médaille de bronze, Jeux olympiques | László Baranyai Jozsef Fekete Gyözö Mogyorosi János Mogyorósi-Klencs Ferenc Pataki Lajos Sántha Lajos Tóth Ferenc Várkõi      | Hongrie  |        |

### Concours général individuel hommes
| Médaille                            | Nom             | Pays     | Points |
| ----------------------------------- | --------------- | -------- | ------ |
| Médaille d'or, Jeux olympiques      | Veikko Huhtanen | Finlande |        |
| Médaille d'argent, Jeux olympiques  | Walter Lehmann  | Suisse   |        |
| Médaille de bronze, Jeux olympiques | Paavo Aaltonen  | Finlande |        |

### Finales par engins

#### Sol hommes
| Médaille                            | Nom                    | Pays            | Points |
| ----------------------------------- | ---------------------- | --------------- | ------ |
| Médaille d'or, Jeux olympiques      | Ferenc Pataki          | Hongrie         |        |
| Médaille d'argent, Jeux olympiques  | János Mogyorósi-Klencs | Hongrie         |        |
| Médaille de bronze, Jeux olympiques | Zdenek Ruzicka         | Tchécoslovaquie |        |

#### Cheval d'arçons hommes
| Médaille                            | Nom               | Pays     | Points |
| ----------------------------------- | ----------------- | -------- | ------ |
| Médaille d'or, Jeux olympiques      | Paavo Aaltonen    | Finlande |        |
| Médaille d'or, Jeux olympiques      | Veikko Huhtanen   | Finlande |        |
| Médaille d'or, Jeux olympiques      | Heikki Savolainen | Finlande |        |
| Médaille d'argent, Jeux olympiques  | -                 | -        |        |
| Médaille de bronze, Jeux olympiques | -                 | -        |        |

#### Anneaux hommes
| Médaille                            | Nom            | Pays            | Points |
| ----------------------------------- | -------------- | --------------- | ------ |
| Médaille d'or, Jeux olympiques      | Karl Frei      | Suisse          |        |
| Médaille d'argent, Jeux olympiques  | Michael Reusch | Suisse          |        |
| Médaille de bronze, Jeux olympiques | Zdenek Ruzicka | Tchécoslovaquie |        |

#### Saut hommes
| Médaille                            | Nom                    | Pays            | Points |
| ----------------------------------- | ---------------------- | --------------- | ------ |
| Médaille d'or, Jeux olympiques      | Paavo Aaltonen         | Finlande        |        |
| Médaille d'argent, Jeux olympiques  | Olavi Rove             | Finlande        |        |
| Médaille de bronze, Jeux olympiques | János Mogyorósi-Klencs | Hongrie         |        |
| Médaille de bronze, Jeux olympiques | Ferenc Pataki          | Hongrie         |        |
| Médaille de bronze, Jeux olympiques | Leo Sotornik           | Tchécoslovaquie |        |

#### Barres parallèles hommes
| Médaille                            | Nom              | Pays     | Points |
| ----------------------------------- | ---------------- | -------- | ------ |
| Médaille d'or, Jeux olympiques      | Michael Reusch   | Suisse   |        |
| Médaille d'argent, Jeux olympiques  | Veikko Huhtanen  | Finlande |        |
| Médaille de bronze, Jeux olympiques | Josef Stalder    | Suisse   |        |
| Médaille de bronze, Jeux olympiques | Christian Kipfer | Suisse   |        |

#### Barre fixe hommes
| Médaille                            | Nom             | Pays     | Points |
| ----------------------------------- | --------------- | -------- | ------ |
| Médaille d'or, Jeux olympiques      | Josef Stalder   | Suisse   |        |
| Médaille d'argent, Jeux olympiques  | Walter Lehmann  | Suisse   |        |
| Médaille de bronze, Jeux olympiques | Veikko Huhtanen | Finlande |        |

## Résultats femmes

### Concours général par équipes femmes
| Médaille                            | Nom | Pays            | Points |
| ----------------------------------- | --- | --------------- | ------ |
| Médaille d'or, Jeux olympiques      | Zdeňka Honsová Marie Kovářová Miloslava Misáková Milena Müllerová Věra Růžičková Olga Šilhánová Božena Srncová Zdeňka Veřmiřovská                                                            | Tchécoslovaquie |        |
| Médaille d'argent, Jeux olympiques  | Parényi-Vásárhelyi Weckinger Mária Zalai-Kövi Irén Daruházi-Kárpáti-Karcsics Erzsébet Gulyás-Köteles Erzsébet Balázs Olga Lemhényi-Tass Anna Fehér Margit Nagy-Sandor Edit Perényi-Weckinger | Hongrie         |        |
| Médaille de bronze, Jeux olympiques | Ladislava Bakanic Marian Barone Consetta Carruccio-Lenz Dorothy Dalton Meta Elste-Neumann Helen Schifano Clara Schroth-Lomady Anita Simonis                                                  | États-Unis      |        |

## Tableau des médailles

### Hommes
| Rang  | Nation          | Or | Argent | Bronze | Total |
| ----- | --------------- | -- | ------ | ------ | ----- |
| 1     | Finlande        | 6  | 2      | 2      | 10    |
| 2     | Suisse          | 3  | 4      | 2      | 9     |
| 3     | Hongrie         | 1  | 1      | 3      | 5     |
| 4     | Tchécoslovaquie | 0  | 0      | 3      | 3     |
| Total | Total           | 10 | 7      | 10     | 27    |

### Femmes
| Rang  | Nation          | Or | Argent | Bronze | Total |
| ----- | --------------- | -- | ------ | ------ | ----- |
| 1     | Tchécoslovaquie | 1  | 0      | 0      | 1     |
| 2     | Hongrie         | 0  | 1      | 0      | 1     |
| 3     | États-Unis      | 0  | 0      | 1      | 1     |
| Total | Total           | 1  | 1      | 1      | 3     |

### Confondu
| Rang  | Nation          | Or | Argent | Bronze | Total |
| ----- | --------------- | -- | ------ | ------ | ----- |
| 1     | Finlande        | 6  | 2      | 2      | 10    |
| 2     | Suisse          | 3  | 4      | 2      | 9     |
| 3     | Hongrie         | 1  | 2      | 3      | 6     |
| 4     | Tchécoslovaquie | 1  | 0      | 3      | 4     |
| 5     | États-Unis      | 0  | 0      | 1      | 1     |
| Total | Total           | 11 | 8      | 11     | 30    |